# Aristomachos (Byzanz)
Aristomachos (altgriechisch 'Ἀριστόμαχος) war ein oströmischer Beamter aus Ägypten. Er diente in der Zeit der Kaiser Tiberius Constantinus (regierte 574–582) und Maurikios (regierte 582–602). Er stieg zum Stadtpräfekten von Konstantinopel und curator domus Augustae („Verwalter des Haushalts der Augusta“) auf. Später verlor er aber die kaiserliche Gunst und beschloss sein Leben im Exil. Die Hauptquelle über seine Person ist Johannes von Nikiu.

## Leben
Aristomachos war Bürger der Stadt Nikiû in Ägypten. Sein Vater Theodosius, der den Titel praefectus trug, stammte aus Absay. Theodosius wies seinen Sohn offenbar an, sich mit dem ererbten Reichtum zufriedenzugeben und sich zu seiner Verfügung zu halten. Aber der junge Mann war außergewöhnlich ehrgeizig. Er wollte selbst Karriere machen und baute sein eigenes bewaffnetes Gefolge auf.
Er scheint einen militärischen Posten in Ägypten bekleidet zu haben, der aber nicht genannt wird. Wahrscheinlich wurde ihm dieser von Tiberius Constantinus verliehen. Johannes von Nikiu berichtet über sein Verhalten: „Er baute Schiffe, mit denen er alle Städte Ägyptens nach Belieben aufsuchen konnte. Und so wurde er stolz und zwang alle militärischen Befehlshaber unter die Herrschaft des Kaisers; dieses Kommando hatte er während der Herrschaft des Tiberius erhalten. Und durch dieses Kommando wurde er immer anmaßender, und brachte alle Truppen dazu, ihm zu gehorchen, und führte ein furchtloses Leben. In die Stadt Nikiu legte er Kavallerie ohne irgendwelche Autorisierung durch den Kaiser. Die Truppen unter seinem Befehl waren disziplinlos, und er beschlagnahmte die Häuser aller, die reicher waren als er. Und wenn Gesandte des Kaisers von hohem oder niedrigem Rang kamen, so ließ er sie an der Türschwelle halten und erlaubte ihre Gegenwart nur für kurze Zeit.“
Wenig später wird berichtet, dass Aristomachos erfolgreich Feldzüge gegen die Nubier und die Mauren unternahm. „Und er bezwang die Barbaren in der Provinz Nubien und Africa, die Mauretanier genannt werden, und andere, genannt Marikos. Er vernichtete sie, verwüstete ihr Land und verbrachte all ihren Besitz als Beute auf zum Fluss Gihon nach Ägypten; denn der Kampf hatte an den Ufern des Flusses stattgefunden.“ Gihon ist ein anderer Name für den Blauen Nil.
Es ist unklar, was Johannes mit „fehlender Autorisierung“ meint. Eine mögliche Erklärung ist, dass Aristomachos’ eigentliches Kommando in Oberägypten war, nahe an Nubien, vielleicht als Befehlshaber der Thebais. Nikiu lag demnach außerhalb seines Einflussgebietes. Beschwerden über Aristomachos erreichten auch Tiberius Constantinus. Er entsandte einen gewissen Andreas, um Aristomachus festzunehmen.
Aristomachos wurde nach Alexandria bestellt. „Aristomachos … reiste mit nur wenig Gefolge nach Alexandria, denn er wusste nichts vom verräterischen Plan gegen ihn. Und als ihn der Patriarch und Andreas sahen, waren sie erfreut und bereiteten ein kleines Schiff in der Nähe der Markuskirche vor. Sie feierten dann … das Fest des Heiligen Markus. Und am Ende des Gottesdienstes ging Andreas zusammen mit Aristomachos zur Küste. Dort gab Andreas seinen Dienern und Soldaten den Befehl, Aristomachos zu ergreifen und in das Schiff zu befördern. Und sofort ergriffen sie ihn und beförderten ihn auf ihren Schultern in das Schiff, ohne dass er den Grund kannte, und setzten Segel, um ihm zum Kaiser zu bringen.“
Aristomachos wurde nach Konstantinopel transportiert. Aber in der Anhörung fand der Kaiser keine Schuld in seinem Betragen. Er wurde daher nach Ägypten zurückgebracht und durfte in sein Amt zurückkehren. Später suchte er den neuen Kaiser Maurikios auf, um erneute Anschuldigungen gegen sich zu entkräften. Dazu brachte er dem Kaiser viele Geschenke mit und wurde offenbar zu dessen Günstling. Maurikios machte ihn zum Präfekten von Konstantinopel; zugleich machte die Kaiserin Constantina ihn zum curator domus Augustae („Verwalter des Haushalts der Augusta“). Während die Stadtpräfektur vor allem eine hohe Ehrung war, die zudem mit dem Rang eines vir illustris verbunden war, war die Stellung als curator mit großem Einfluss verbunden.
Aristomachos wird die Errichtung mehrerer Aquädukte und Zisternen in Konstantinopel zugeschrieben. „Und er errichtete Aquädukte überhall in der Stadt, da sich die Einwohner über Wassermangel beschwert hatten. Und von einem klugen Ingenieur ließ er eine Zisterne aus Bronze errichten, wie es sie noch nie zuvor gegeben hatte. Die Stadt wurde so also durch das überquellende Angebot an Wasser beruhigt, und als ein Feuer in der Stadt ausbrach, konnte es durch das Wasser der Zisterne gelöscht werden. Das ganze Volk liebte und respektierte ihn. Es gefiel ihm, öffentliche Bauwerke zu errichten, und seine Taten waren edel.“
Dennoch machte sich der einflussreiche Mann offensichtlich auch viele Feinde. Aristomachos wurde schließlich zu einem unklaren Zeitpunkt offenbar das Opfer einer Verschwörung, die den Anschein von Illoyalität zu seinen kaiserlichen Patronen erwecken sollte. Der Urheber der Verschwörung war, wie es heißt, Leon der Logothet. Angeblich benutzten die Verschwörer zuerst einen Astrologen, der eine „Revolte gegen den Kaiser“ und den „Mord am Kaiser“ vorhersagte. Dann warnten sie Constantina vor der angeblichen Verschwörung und den Machenschaften des Aristomachos. Sie erzählte dies dem Kaiser. „Und er malte sich aus, dass Aristomachos versuchte ihn zu ermorden und ihm seine Frau zu nehmen. Und der Kaiser wurde gegenüber Aristomachos feindselig, und setzte ihn einigen Demütigungen aus, und sandte ihn auf die Insel Gallien, wo er bis zu seinem Tod bleiben sollte.“
Der Ort seiner Verbannung wird sonst nirgends erwähnt. Nicht auszuschließen ist aber, dass mit der „Insel Gallien“ tatsächlich Gallien gemeint ist, doch sind aufgrund der komplizierten Überlieferungsgeschichte der Chronik des Johannes auch andere Erklärungen (vor allem Missverständnisse und Verschreibungen) möglich.